# Čaša nesmrtnosti
Čaša nesmrtnosti je vseslovenska književna nagrada za vrhunski desetletni slovenski pesniški opus v 21. stoletju. Prvič je bila podeljena leta 2006 v pozdrav svetovnemu dnevu poezije 21. marca, od leta 2008 pa jo Velenjska knjižna fundacija podeljuje na literarno-umetniški prireditvi Akademija Poetična Slovenija v Velenju v sklopu programa pesniškega festivala Mednarodni Lirikonfest. 
Nagrada je podeljena slovenskemu pesniku/pesnici, ki ima izdani najmanj dve pesniški zbirki za odrasle v zadnjih desetih letih in v tem obdobju najmanj en samostojno objavljen književni prevod svoje poezije/pesniške zbirke v tujini (od leta 2019 dodatno merilo). Strokovno-umetniški sosvet organizatorja vsako leto 21. marca (ob svetovnem dnevu poezije) za nagrado širše in ožje (za dvoletno obdobje) nominira 21 slovenskih pesnikov/pesnic. Ti morajo imeti predhodno oz. v letu nominacije v festivalni antologiji Rp. Lirikon21 najmanj eno objavo v obsegu "sto izvirnih verzov". Pri izboru nagrajenca sosvet za nagrado vrednoti tudi avtorjevo celovito osebnostno držo. Isti pesnik jo lahko dobi le enkrat (izjemoma dvakrat za vrhunske pesniške opuse v novih desetletjih).
V letih 2006/2007 je bila festivalna nagrada častna, med letoma 2009 in 2011 tudi denarna (s sofinanciranjem Mestne občine Velenje in Ministrstva za kulturo oz. Javne agencije za knjigo Republike Slovenije) ter od leta 2012 do 2018 častna. Nagrada je vseskozi izkazana s festivalno listino in nagradnim umetniškim kipom, stvaritvijo akad. kiparja Jurija Smoleta. Od 2013/2014 do 2018/2019 je nagrado pospremila knjižna izdaja 50 izbranih pesmi iz nagrajenčevega desetletnega pesniškega opusa v 21. stoletju. Od leta 2019 je nagrada ponovno tudi denarna (3000 EUR), vključno z nagradnim um. kipom. 

## Nagrajenci
- 2006 Andrej Medved
- 2007 Milan Vincetič
- 2008 Milan Dekleva
- 2009 Vinko Möderndorfer
- 2010 Boris A. Novak
- 2011 Milan Jesih
- 2012 Peter Kolšek
- 2013 Zoran Pevec
- 2014 Esad Babačić
- 2015 Maja Vidmar
- 2016 Peter Semolič
- 2017 Tone Škrjanec
- 2018 Iztok Osojnik
- 2019 Uroš Zupan
- 2020 Lidija Dimkovska
- 2021 Miklavž Komelj
- 2022 Marjan Pungartnik
- 2023 Meta Kušar
- 2024 Goran Gluvić